# Halász Előd
Halász Előd (Budapest, 1920. október 9. – Budapest, 1997. június 28.) magyar germán filológus, irodalomtörténész, nyelvész, tanszékvezető egyetemi tanár.
Kutatási területe: német irodalomtörténet, magyar–német lexikográfia.

## Életpályája
Budapesten (azon belül Pesten) nevelkedett; atyja magyar–latin szakos középiskolai tanár volt, aki egy időben gimnázium igazgatói teendőket is ellátott. Fiát már ötéves korától nyelvekre taníttatta, németre és angolra. A budapesti német kolónia Damjanich utcai német nyelvű elemi és reálgimnáziumába, a Reichsdeutsche Schuléba íratták be 1926-ban. 1938-ban érettségizett, s beiratkozott a Pázmány Péter Tudományegyetemre (ma ELTE), magyar–német szakra. Magyar–német szakos középiskolai tanári oklevelet szerzett; 1942-ben doktorált Thienemann Tivadarnál Nietzsche és Ady c. tanulmányával. A budapesti Kemény Zsigmond Gimnázium rendes tanárává nevezték ki, egyben a pesti egyetem díjtalan tanársegédeként működött. Az 1945/46-os tanévtől a szegedi egyetemen germán filológiát és angol nyelvet és irodalmat tanított; majdnem négy évtizeden át a továbbiakban Szegeden oktatott és kutatott.
1945–1984 között a szegedi egyetem (1962-től JATE) német tanszékén tanított, ugyanitt 1948–1984 között tanszékvezető egyetemi tanár. A tanszék munkájának szüneteltetése miatt 1950–1956 között szótárszerkesztéssel bízták meg, s a magyar és világirodalom oktatásával magyar szakosok számára. Közben 1950–1952 között vezette az Irodalomtörténeti Dokumentációs Központot és az MTA Irodalomtörténeti Főbizottságában volt tag. 1957-től újra szervezte és vezette a Német Nyelv- és Irodalom Tanszéket. Koltay-Kastner Jenő nyugalomba vonulása után 1968-ban átvette a nyugati nyelveket és irodalmakat (német, francia, olasz) oktató tanszékek irányítását. 1957–1960 között és 1965–1969 között a Bölcsészettudományi Kar dékáni posztját is ő töltötte be. 1970-től elindította az angol nyelv és irodalom oktatását a szegedi Bölcsészettudományi Karon.
Tudományos előmenetele: 1963-ban kandidátusi, 1973-ban akadémiai (nagydoktori) fokozat. A szegedi egyetemen 1983/1984-es tanév végéig töltötte be a Német Nyelv és Irodalom Tanszék vezetői posztját; ezután Budapestre költözött, 1984-ben nyugdíjazták.
1997-ben hunyt el; temetése július 11-én, pénteken 10 órakor volt a Farkasréti temetőben. Közvetlen hozzátartozója csak egy maradt, a felesége. Egyetlen leányuk, Eszter fiatalon, tragikus körülmények közt még Szegeden elhunyt. Özvegye Dr. Halász Elődné dr. Szász Annamária férje tiszteletére létrehozta a Halász Előd Alapítványt tanulni vágyó fiatal germanisták megsegítésére.

## Munkássága
Halász Előd kiváló tanár, kiváló előadó volt a szegedi egyetemen, bár „áthallgatás” az ő tanári korszakában nem volt, mégis a német szakosokon kívül is számos más hallgató, köztük magyar–történelem, magyar–francia szakosok látogatták pl. Thomas Mann Varázshegy c. regényéről szóló előadásait. Kiváló tanítványokat nevelt, köztük Kanyó Zoltán (1940–1985) összehasonlító irodalomtörténész, utóbb az Összehasonlító Irodalomtörténeti Tanszék vezetője; Bernáth Árpád (sz. 1941), a Német Irodalomtudományi Tanszék vezetője, Csúri Károly (sz. 1946) az Osztrák Irodalom és Kultúra Tanszék vezetője. Természetesen nemcsak későbbi egyetemi oktatók voltak az ő jeles tanítványai, hanem mások is, köztük Veress Miklós költő, Suki Béla történelemtanár, filozófus és Bonyhai Gábor filozófiai szakfordító.
A szakmában nemzetközi tekintélye talán jelentősebb volt, mint a hazai. 1964-ben a Modern Nyelvek és Irodalmak Nemzetközi Szövetsége kongresszusra hívta az Amerikai Egyesült Államokba a regénymodellekről szóló előadásának megtartása végett; több amerikai városban is tartott előadást, Ann Arborban, San Franciscóban, Albuquerque-ben, Austinban. Kapcsolatot tartott Thomas Mann özvegyével s még sok híres személyiséggel.
Összefoglaló német irodalomtörténetet a magyarok számára Halász Előd óta (1971) még nem írt senki. Halász Előd irodalomtörténeti kutatásai mellett legjelentősebb teljesítménye a német–magyar és a magyar–német nagyszótár szerkesztése és közreadása.

## Művei (válogatás)

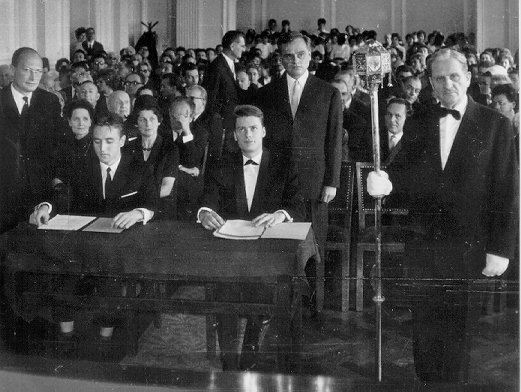
Balról jobbra ülő alakok, Nagy Imre, Kanyó Zoltán aranygyűrűs doktorrá avatás közben, Kanyó Zoltán mögött az ő professzora, Halász Előd dékán áll (1965)

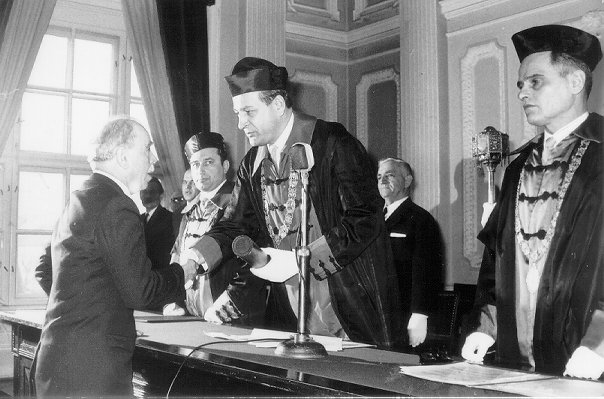
Díszdoktorrá avatáson Halász Előd dékán jobbra az első, JATE, aula, 1968